# Alfons Kropiwnicki

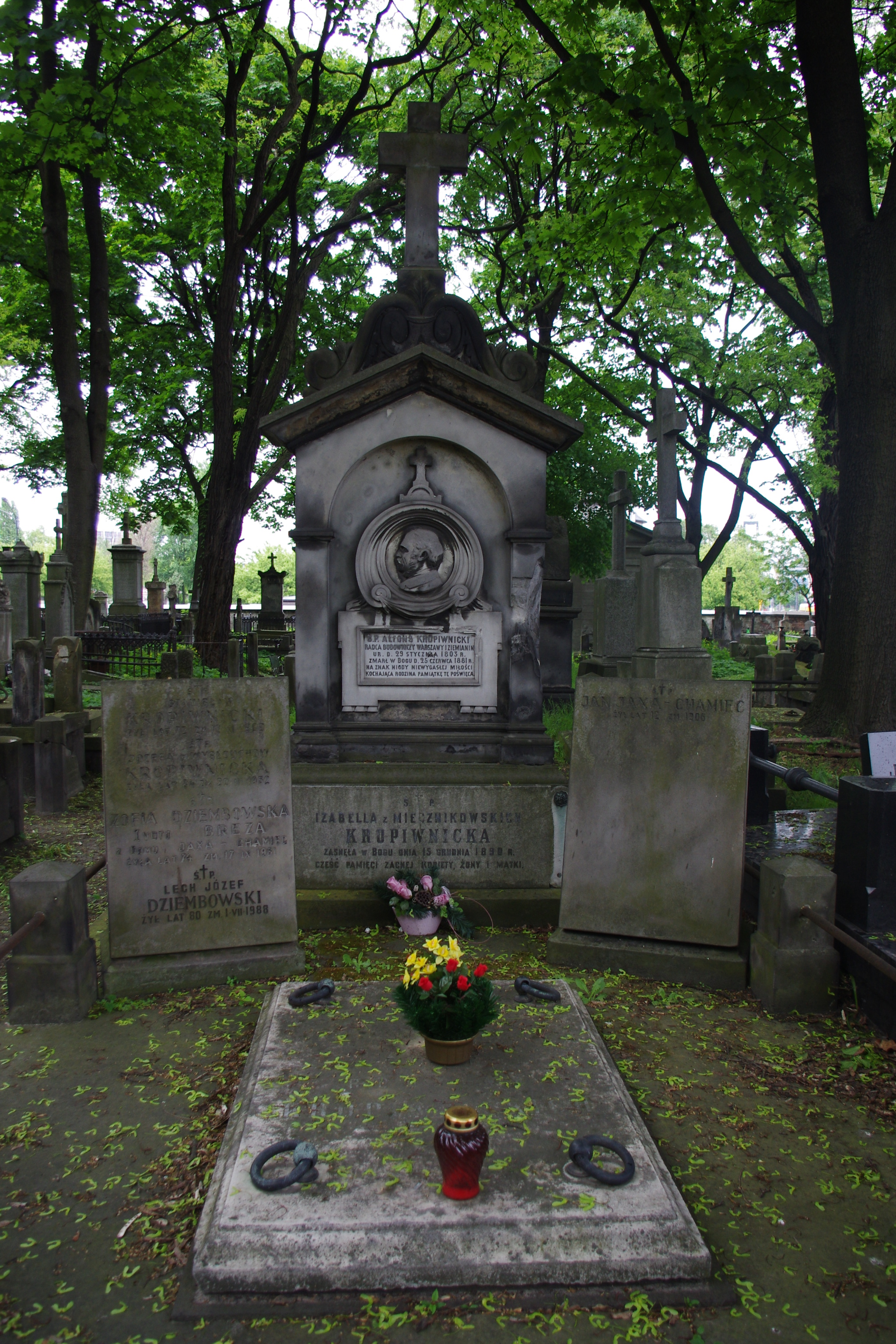
Grób architekta Alfonsa Kropiwnickiego na Starych Powązkach w Warszawie

Alfons Ferdynand Kropiwnicki (ur. 29 stycznia 1803 w Gąsówce-Skwarkach, zm. 25 czerwca 1881 w Warszawie) – polski budowniczy, architekt, przedstawiciel późnego klasycyzmu.

## Życiorys
Po studiach na wydziale Sztuk Pięknych Uniwersytetu Warszawskiego w 1826 uzyskał patent wolnopraktykującego budowniczego w Królestwie Polskim. Pod kierunkiem Antonia Corazziego wziął udział w budowie Teatru Wielkiego w Warszawie, a od 1835 pracował z miejskim budowniczym Józefem Grzegorzem Lesslem i ostatecznie w 1843 został budowniczym miasta Warszawy. W 1847 otrzymał szlachectwo - herb Sas.
Pochowany na cmentarzu Powązkowskim w Warszawie (kwatera 178-4-28).

## Ważniejsze prace

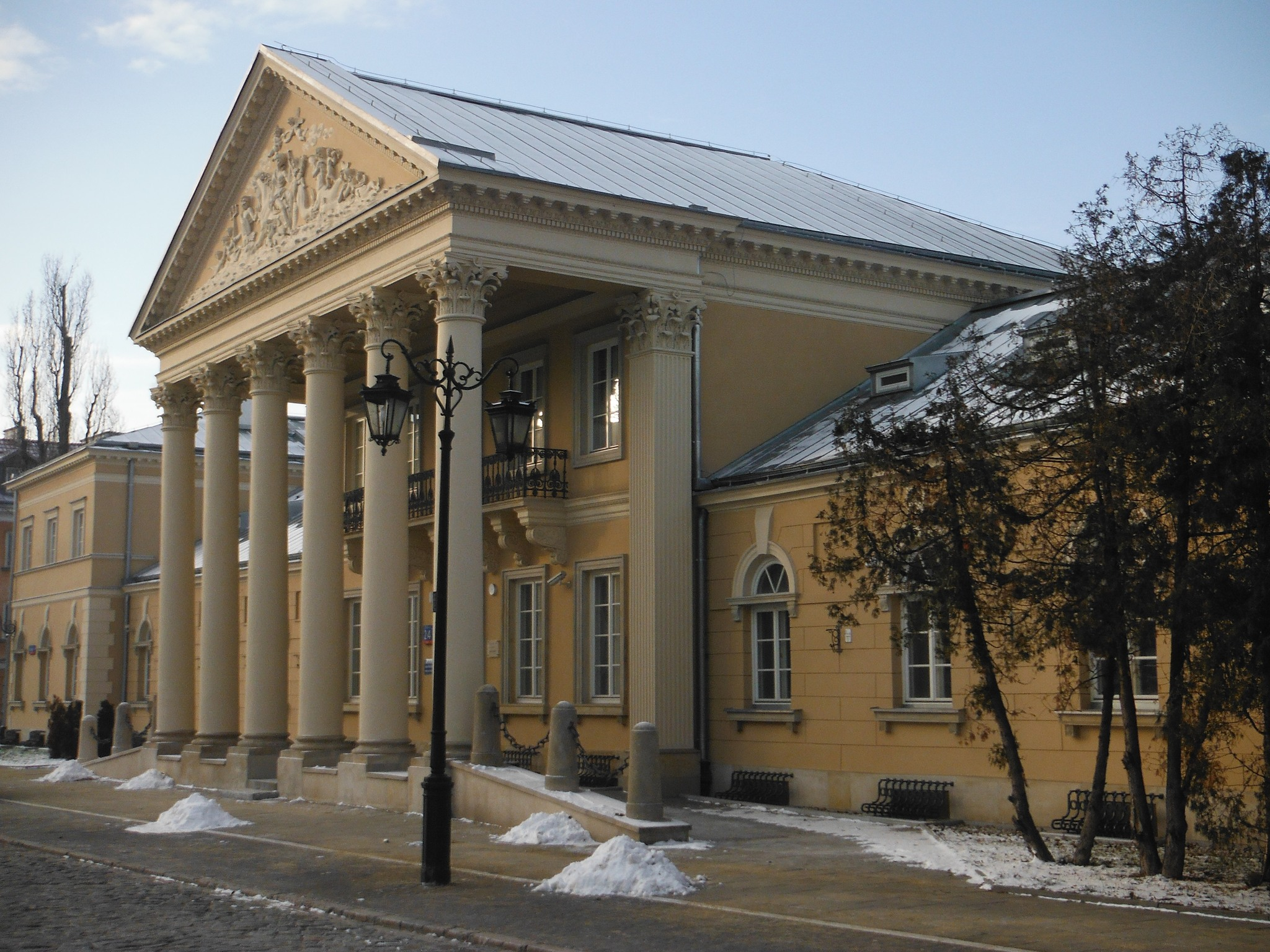
Łaźnia Teodozji Majewskiej

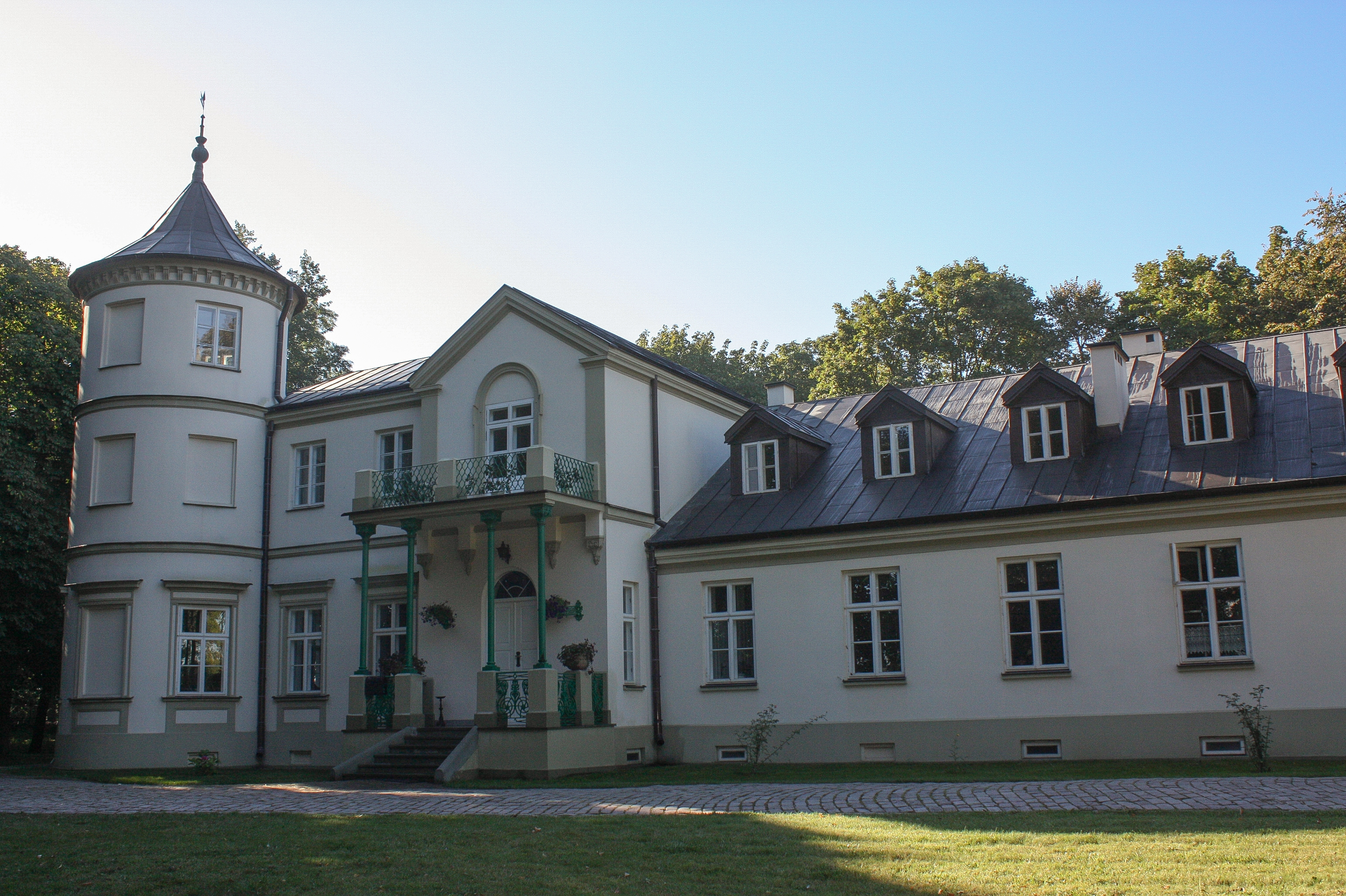
Pałac w Zielonkach-Parcelach

- Łaźnia Teodozji Majewskiej, ul. Bednarska 2/4 róg Dobra 88 (1832–1835)
- restauracja kościoła Pijarów przy ul Świętojańskiej 1836
- Gościnny Dwór za Żelazna Bramą (razem z Janem Jakubem Gayem) 1841
- restauracja kościoła św. Karola Boromeusza na Powązkach 1850–1854
- restauracja Pałacu Namiestnikowskiego po pożarze w 1852
- przedłużenie katakumb na cmentarzu na Powązkach 1851
- restauracja kościoła NMP na Nowym Mieście 1853
- dom po siostrach Wizytkach przy Krakowskim Przedmieściu 36
- dworzec kolei warszawsko-terespolskiej na Pradze 1865–1866 i pozostałe budynki stacyjne
- niezrealizowane projekty kościołów Karola Boromeusza przy Chłodnej i Wszystkich Świętych na Grzybowie
- dom mieszkalny dla Malhome’a przy zbiegu ul. Królewskiej i pl. Saskiego (1851–1852)
- dom mieszkalny dla Flataua przy ul. Rymarskiej 10
- dom własny przy ul. Marszałkowskiej 152, róg ul. Kredytowej (1858)[3]
- dom przy ul. Żabiej 3 z płaskorzeźbą P. Malińskiego przedstawiającą triumf Cerery (zniszczony 1951)
- dom mieszkalny przy ul. Ogrodowej 25 (1859)
- dom mieszkalny przy ul. Chłodnej 40 (1863)
- dom mieszkalny przy ul. Grzybowskiej 4 (1864)
- oficyny pałacu Raczyńskich (1853)[4]
- pałac w Zielonkach-Parcelach (1855), aktualnie znany pod nazwą pałacu Lasotów; dom własny Alfonsa Kropiwnickiego.[5]